# イースター島の旗
イースター島の旗（ラパ・ヌイの旗 / パスクア島の旗）は、チリ領イースター島（ラパ・ヌイ / パスクア島）の非公式の旗。白地に、赤い「レイミロ」（Reimiro、木を彫って作った伝統的な女性用胸飾り）を中央に配している。